# Kordit
Kordit je porodica bezdimnih goriva razvijenih i proizvedenih u Britaniji od 1889. godine da zameni crni barut kao gorivo za vojno vatreno oružje. Kao i savremeni barut, kordit je klasifikovan kao niskoeksplozivni materijal zbog sporog stepena sagorevanja i posledično niskog sjaja. Oni proizvode podzvučni talas deflagracije, a ne nadzvučni detonacioni talas koji proizvode brizanti ili visoki eksplozivi. Vrući gasovi proizvedeni sagorevanjem baruta ili kordita stvaraju dovoljan pritisak da pokrene metak ili granatudo cilja, ali ne tako brzo da bi rutinski uništio cev pištolja.
Kordit je prvobitno korišćen u .303 British, Mark I i II, standardnim puškama između 1891. i 1915. godine; Nestašica kordita u Prvom svetskom ratu dovela je do stvaranja fabrike municije „Đavolja kaša” (HM Factori, Gretna) na englesko-škotskoj granici, koja je proizvodila oko 800 t (1.800.000 lb) kordita nedeljno. Velika Britanija je takođe uvezla neke bezdimne barute koje su razvile Sjedinjene Američke Države za upotrebu u puškama. Kordit se takođe koristio za veliko oružje, poput tenkovskih topova, artiljerije i pomorskih topova. Koristili su ga uglavnom u ovu svrhu od kasnog 19. veka u Velikoj Britaniji i zemljama Britanskog Komonvelta. Ranije je njegova upotreba dalje razvijena tokom Drugog svetskog rata i kao nerotirani projektili prečnika 2 i 3 inča (51 i 76 mm) za lansiranje protivvazdušnog oružja.  Mala korditna raketna punjenja su takođe razvijena za ejektorska sedišta koje je proizvodila kompanija Martin-Bejker . Kordit je takođe korišćen u sistemu detonacije atomske bombe Little Boi bačene iznad Hirošime u avgustu 1945. godine. 
Izraz kordit je generalno nestao iz zvaničnih publikacija između ratova. Tokom Drugog svetskog rata, pogonsko gorivo sa dvostrukom bazom je bilo veoma široko korišćeno, a bilo je i korišćenje goriva sa trostrukom bazom od strane artiljerije. Pogoni sa trostrukom bazom su korišćeni u dizajnu posleratne municije i ostaju u proizvodnji za oružje u Velikoj Britaniji; većina pogonskih goriva sa dvostrukom bazom napustila je službu pošto su zalihe iz Drugog svetskog rata potrošene nakon rata. Za malokalibarsko oružje zamenjeno je drugim pogonskim gorivom, kao što je linija ekstrudiranog baruta poboljšane vojne puške (IMR) ili kuglično gorivo VC844 koje se trenutno koristi u NATO kalibra 5,56×45 mm.  Proizvodnja je prestala u Ujedinjenom Kraljevstvu krajem 20. veka, zatvaranjem poslednje fabrike kordita iz Drugog svetskog rata, ROF Bišopton. Pogon sa trostrukom bazom za britansku upotrebu (na primer, laki top 105 mm L118) se sada proizvodi u Nemačkoj.

## Otkriće i poreklo imena
Radeći eksperiment kod kuće 1845. godine, Kristijan Fridrih Šenbajn je slučajno prosuo mešavinu azotne i sumporne kiseline, koju je kasnije osušio pamučnom keceljom svoje žene. Okačio je komad odeće da se osuši na peć, ali kada se osušio, eksplodirao je i nestao. Pretvorio je celulozu u kecelji u nitrocelulozu. Nitro grupe (izvedene iz azotne kiseline) služile su kao unutrašnji izvor kiseonika, a celuloza kada se zagreje, i u trenu potpuno oksidira. 
Fridrih Šenbajn je razumeo mogućnosti jedinjenja. Običan crni barut eksplodirao je u gustom dimu, crneći puške, zaprljajući cevi i malokalibarsko oružje, kao i zaklanjajući bojno polje. Nitroceluloza je omogućila „bezdimni barut“, a zbog svog potencijala kao pogonskog goriva u artiljerijskim granatama dobila je naziv gumpamuk.
Rani pokušaji da se pravi pamuk za vojne potrebe su propali, zbog opasnosti od eksplozija u fabrikama. Tek 1891. godine Djuar i engleski hemičar Frederik Avgust Abel (1827-1902) uspeli su da pripreme sigurnu mešavinu na bazi pamuka. Pošto je smeša mogla da se utisne u dugačke žice, nazvana je kordit.

## Opis
- Originalni kordit koji su izmislili Abel, Djuar i Kelner sastojao se od 58% nitroglicerina, 37% nitroceluloze i 5% vazelina.
- Modifikovani kordit (na engleskom Cordite MD) bio je sličan originalnom korditu, ali se sastojao od 30% nitroglicerina i 65% nitroceluloze, zajedno sa 5% vazelina.
- Kordit RDB (engl.  Cordite RDB) sastojao se od 42% nitroglicerina, 52% rastvora nitroceluloze u alkoholu i 6% vazelina.
- Kordit N (na engleskom  Cordite N) je bio sličan, ali je takođe sadržao nitrogvanidin.

## Istorija
Godine 1887, Alfred Nobel je izumeo eksplozivni balistit, koji se sastojao od 45% nitroglicerina, 45% rastvora nitroceluloze i 10% kamfora.
1880-ih, komitet britanske vlade počeo je da istražuje bezdimne barutne eksplozive za vojnu upotrebu. Na čelu komiteta bio je engleski hemičar Frederik Abel.
Abel i članovi komiteta Džejms Djuar (škotski fizičar) i V. Kelner izmislili su i patentirali kordit 1889. (patenti br. 5614 i 11664). Prvobitno, kordit je bio u obliku šipki, nalik na žice; otuda i naziv kordit.
Alfred Nobel je tužio Abela i Djuara 1895. godine, ali nije uspeo.
Istorija kordita je usko povezana sa drugim, podjednako važnim nitroglicerinskim barutom, koji je izumeo poznati uzgajivač nitroglicerina Nobel u Evropi davne 1887. godine i uveden pod imenom balistit od 1890. godine za vojna gađanja u Italiji i delimično u Nemačkoj i Austriji. Obe vrste bezdimnog baruta su fizički homogene, koloidne kombinacije nitroglicerina i piroksilina, dovedene u forme pogodne za gađanje; razlike se uglavnom odnose, s jedne strane, na sastav koji se koristi za pripremu piroksilina, a sa druge strane, na tehnologiju proizvodnje. Dok Nobel za svoj barut koristi piroksilin rastvorljiv u mešavini alkohola i etra (tzv. kolodijum) sa 11,2% azota, po sastavu blizak četvoroazotnim vlaknima C12H16O6(NO3)4, Abel i Djuar uzimaju samo delimično nerastvorljiv u istoj smeši (običan) piroksilin sa 12,7% azota, što po sastavu odgovara petoazotnom vlaknu C12H15O5(NO3)5. Rastvorljivi piroksilinima sposobnost da se direktno rastvara u nitroglicerinu i stoga sa njim formira želatinoznu kombinaciju pri jednostavnom zagrevanju, dok običnom piroksilinu nedostaje ta sposobnost i može formirati takve kombinacije, kao što su pokazali Abel i Djuar, samo uz pomoć odgovarajućeg isparljivog rastvarača, dakle razlika u osnovi izrade jednog i drugog baruta: balistit želatinizuje zagrevanjem, kordit - korišćenjem isparljivog rastvarača. Obe vrste baruta imaju mnogo zajedničkog u svojim svojstvima kao dole u opisu proizvodnje.

## Proizvodnja
1) Prema analizama koje je u naučno-tehničkoj laboratoriji Pomorskog odeljenja uradio P.P.Rubcov, kordit, pored navedene dve komponente, sadrži vazelin, odnosno sadrži: nitroglicerin 57,64% (sa 18,3% azota), piroksilin 37,23% (sa 12,7% azota), vazelin 5,14%. Balistit se takođe sastoji od nitroglicerina 48,4% (sa 18,2% azota), rastvorljivog piroksilina 51,6% (sa 11,3% azota). Metoda proizvodnje kordita je tačno poznata, ali su dostupne samo opšte informacije o balistitu. U proizvodnji kordita, aceton se koristi kao rastvarač da bi smeša dobila koloidno stanje. Ova bezbojna tečnost, koja ključa na 56 °C (133 °F), rastvara sastojke kordita i nakon isparavanja ostavlja fizički homogeno želatinozno telo. Obično uzimaju aceton u količini od {\displaystyle {\frac {1}{5}}} ili čak {\displaystyle {\frac {1}{6}}} težine piroksilina i nitroglicerina zajedno. Nakon što ste izmerili naznačene supstance u potrebnoj proporciji, nastavite dalje na ovaj način.
* Slika 1. Mešalica sa otvorenim poklopcem u bočnom položaju prilikom istovara. Lopatice na 2 osovine, vidljive iznutra, rotiraju u suprotnom smeru od jednog pogona kroz zupčanike. Osušeni piroksilin se sipa u mikser, po dizajnu sličnoj mešalici hleba (slika 1); nakon rastvaranja nitroglicerina u acetonu, rastvor se dodaje u piroksilin, a zatim posebno u vazelin, doveden u tečno stanje zagrevanjem. Zatvaranje mešalice hermetičkim poklopcem i okretanje osovine sa lopaticama, mešanje i mlevenje se vrše dok se smeša ne pretvori u homogenu plastičnu masu (u roku od 2-3 sata); ova operacija se zove geliranje. Želatinizovana masa se zatim prebacuje u presu (vertikalna ili horizontalna), u čije se dno ubacuje matrica C sa rupama odgovarajuće veličine (sl. 2); davanjem udarca klipu B kroz ove rupe, masa se istiskuje u obliku neprekidnih žica, koje se namotaju na rotirajuće kalemove ili bubnjeve.
* Slika 2. Pritisnite (horizontalno sečenje). A - komora za punjenje, koja nakon uklanjanja klipa može uključiti klipove DD. C - matrica sa okruglom rupom. B - šuplji klip.
* Slika 3. Valjci sa stolom za valjanje limova.
Dobijene korditne niti su mekane u svežem stanju i imaju oštar miris acetona. Vremenom, aceton isparava, a kordit postepeno postaje tvrđi, gubi miris. Zatim se u sekačima seku na kraće komade, što omogućava da se ovi komadi automatski daju bilo koju željenu dužinu. Nakon toga, ostaje samo da se isečeni komadi potpuno osuše, da se potpuno ukloni rastvarač. U tu svrhu se polažu u tankom sloju na platnene tacne i postavljaju na police u ormanima za sušenje kroz koje se gura mlaz toplog vazduha. Prilikom sušenja ne treba koristiti visoke temperature, jer sam nitroglicerin može da isparava, posebno zajedno sa rastvaračem koji istovremeno isparava, a to podrazumeva promenu sastava proizvoda i postepenu kontaminaciju samog sušanja precipitiranim parama nitroglicerina, koji preti da eksplodira. Zbog toga sušare obično koriste temperaturu ne veću od 40 °C (104 °F), ili, još bolje, ostavljaju barut na otvorenom na običnoj sobnoj temperaturi. U proizvodnji balistita, ovom operacijom se uopšte ne mora baviti, iako se time sigurnost proizvodnje ne povećava, jer je isparavanje nitroglicerina moguće uz bilo koje zagrevanje koje se koristi u Nobelovom metodu. Nakon vaganja kolodijum piroksilin potpuno osušen ili do određenog (malog) stepena vlažnosti, uranja se u višak nitroglicerina ohlađenog na 8 °C (46 °F) u posebnoj posudi koja omogućava da se vazduh iz njega ispumpava pod dejstvom razređivanja; kako se mehurići vazduha uklanjaju iz mase, nitroglicerin u potpunosti ispunjava pore piroksilinske pulpe, a hlađenje sprečava značajno rastvaranje ove druge. Dobijena smeša se zatim presuje u centrifugi (ili presi) sve dok sakupljena količina presovanog nitroglicerina ne pokaže da je težina preostalog u pulpi jednaka težini potonjeg. Da bi se oslabio efekat rastvaranja na hladnoći, kao i da bi se neutralisala azotna kiselina koja se može pojaviti pri daljoj preradi, u nitroglicerin se prvo dodaje oko 1% nekog rastvorljivog i neisparljivog amina. Isceđena gusta masa se razbija na komade, a ove se stavljaju u posude zagrejane vodom do 80 °C (176 °F); posmatrajući debljinu komada, nakon nekog vremena masa postaje plastična, želatinasta i postaje nesposobna da oslobodi nitroglicerin ni pod kakvim pritiskom. Zatim se komadi vade i stavljaju na sto, sa kojeg se pomoću drvenog strugača pomeraju na valjke zagrejane na istu temperaturu (vruća voda ili para) (slika 3) da bi se dobili listovi 1-2 mm debljine.
Ako su listovi providni i bez mrlja, oni se direktno motaju u komade, poput tkanina, i dalje se obrađuju. Inače (što se najčešće dešava), preklapajući ih na pola, četiri puta itd., prođu još nekoliko puta između istih zagrejanih rolni; istovremeno se pege koje potiču od delova mase koji nisu podvrgnuti geliranju postepeno gnječe i želatinizovani nestaju. Da bi se olakšalo oslobađanje vazdušnih mehurića prilikom ponovnog valjanja, limovi sklopljeni pre ulaska u rolne se po dužini seku na stolu sa kojeg se napajaju, tim pre što se vrućim valjanjem, ma koliko rezovi bili nepravilni, masa uvek ponovo lemi u uniformne listove. Od dobijenih providnih tankih listova na isti način se dobijaju deblji itd. Sada ostaje da se ovi listovi pretvori u zrna, kome Nobel daje ili kubni oblik ili oblik šipki kvadratnog preseka. U tu svrhu, u specijalnim mašinama, listovi se seku po dužini i popreko, što se može uraditi ili odvojeno (prvo uzdužno sečenje, a zatim poprečno, na primer, za šipke), ili u istom sečenju (na primer, za male kubične oblike).
2) Svojstva oba tipa baruta su bliska jedna drugoj. Po izgledu se razlikuju samo po obliku: kordit je u obliku žice (otuda i njegovo ime od engleske reči corde - žica), balistit je kubičnog ili šipkastog oblika. Specifična težina balistita je 1,64, a kordita 1,56; ova razlika u specifičnoj težini je zbog primesa vazelina u korditu. Oba su veoma fleksibilna, pokazuju značajnu otpornost na kidanje, tamno braon boje, providna su u tankom sloju, lako se seku nožem, skoro potpuno nehigroskopna, pa čak i u prostoru zasićenom vodenom parom na običnoj temperaturi, mogu da apsorbuju ne više od 1% vlage. Oba takođe pokazuju skoro istu osetljivost na toplotu sa Abelovim i Viel testovima uspostavljenim za sve vrste bezdimnog baruta (videti Nitrocelulozu), naime:
a) tokom Abelovog testa (zagrevanjem na 65 °C (149 °F)), pod istim uslovima, nakon 30-45 minuta pojavljuje se žuta traka na skrobno jodnom papiru, što znači oslobađanje dovoljne količine azotnih oksida;
b) Viel testom (zagrejan na 110 °C (230 °F)), takođe pod istim uslovima, bojenje normalnog lakmus papira u crvenu boju od oslobođenih kiselih para nastaje nakon 1 sat 30 m - 2 sata.
Poređenje nitroglicerinskih prahova sa pojedinačnim nitroceluloznim bezdimnim prahom pokazuje da su potonji znatno superiorniji u ovom pogledu, držeći do 3½ sata Abelovog testa i 8 sati ili više Vielovog testa. Međutim, zapažanja obavljena u Engleskoj o korditu, koji je oplovio svet pod tropima, uverila su se da posle toga nije promenio svoja svojstva ni hemijski ni balistički, pa stoga relativno visoka osetljivost na toplotu ne može sprečiti njegovo usvajanje za vojno gađanje. Ako se oba baruta zagreju u epruveti postavljenoj u parafinsko kupatilo, čija temperatura postepeno raste prosečnom brzinom od 5—6 °C (41—43 °F) u minuti, tada kordit eksplodira na temperaturi od oko 175 °C (347 °F), a balistit - oko 185 °C (365 °F). Oba su skoro podjednako osetljiva na udare između gvozdenih površina, štaviše, veoma mali deo zapravo eksplodira, podvrgnut direktnom mehaničkom delovanju, dok se susedni delovi raspršuju u stranu bez promene; ali svi pokušaji da se njihova punjenja detoniraju prajmerom sa čistim živinim fulminatom ili patronom napravljenom od presovanog piroksilina nisu doveli do ničega; u ovom slučaju, naelektrisanja se ili raspršuju na strane, ili se samo podvrgavaju postepenom sagorevanju, kao kada su zapaljena od užarenog tela. Kada se koristi za paljbu u topovima, za uništavanje takozvanog „pufa“, između punjenja i prajmera (udarnog ili galvanskog) postavlja se transferni upaljač koji se sastoji od nekoliko grama crnog baruta. Gasovi koji se razvijaju pri sagorevanju oba baruta u zatvorenom prostoru sastoje se od ugljen-dioksida, ugljen-monoksida, vodonika, vode i azota.
- Ugljen-dioksid 35,0%
- Ugljen-monoksid 34,1%
- Vodonik 9,9%
- Azot 21,0%

Istovremeno se oslobađa 1310 kalorija toplote na 1 kg (2,2 lb) baruta, smatrajući vodu tečnom; ako se uzme kao gasovito, odnosno ukupna zapremina gasovitih produkata sagorevanja je 808 litara, tada će količina oslobođene toplote biti 1198 kal. Nobel je, određujući pri visokim gustinama opterećenja, našao istu vrednost od 808 litara za ukupnu zapreminu gasova, ali je količina oslobođene toplote veća, naime 1365 kal. (pod pretpostavkom da je voda tečna) ili 1269 (pod pretpostavkom da je voda gas.). Prema studiji istog Nobela (kao i Abela i Djuara), kordit (1,2 mm (0,047 in) u prečniku), koji gori pod pritiskom (konačnim) od 1524 atm., daje 1 kg (2,2 lb) punjenja: 0,1563 kg (0,345 lb) tečne vode sa mirisom amonijaka (ili 194 litara vodene pare) i 698 litara suvih gasova na 0 °C (32 °F) i 760 mm, koji sadrže po zapremini:
- Ugljen-dioksid 32,0%
- Ugljen-monoksid 32,9%
- Vodonik 18,0%
- Azot 17,1%

i oslobađa 1272 kal. toplote (pod pretpostavkom da je voda tečna), ili 1178 kal., s obzirom da je voda gasovita. Sa povećanjem gustine opterećenja ili pritisaka pod kojima se odvija sagorevanje, proporcije ugljen-dioksida i vodonika se povećavaju, dok se proporcije ugljen-monoksida i vode, naprotiv, smanjuju. Istovremeno, primećeno je da sastav gasova, a samim tim i njihova ukupna zapremina i količina izdvojene toplote, variraju u zavisnosti od veličine zrna praha; na primer, za deblje korditne žice (prečnika 6,5 mm (0,26 in)) Nobel je, pri pritisku od 1524 atm., na 1 kg (2,2 lb) punjenja dobio: 0,155 kg (0,34 lb) tečne vode (sa jakim mirisom amonijaka) ili 192,5 litara vodene pare, 692 litara suvih gasova zapreminskog sastava od 28,4% CO2 , 33,8% CO, 24,4% H2 i 13,4% azota, sa oslobađanjem toplote 1284 kal. (pod pretpostavkom da je voda tečna), ili 1189 kal. (pod pretpostavkom da je voda gasovita). Očigledno, zbog sadržaja značajnih količina ugljen-monoksida, proizvodi sagorevanja i balistita i kordita moraju biti veoma toksični pri udisanju, što se mora imati u vidu kada se koriste za gađanje topova u zatvorenim kazamatima i kulama.
Koristeći, s jedne strane, date eksperimentalne podatke o sagorevanju, a sa druge strane, one opšte odnose koji su pronađeni za sve eksplozive uopšte (videti), proračunom nalazimo da balistit, kada sagoreva, razvija temperaturu T \u003d 3.000 °C (5.430 °F) i sila f = 10.000 kg (22.000 lb) po 1 cm², za K. isti T = 2.850 °C (5.160 °F) i f = 10.500 kg (23.100 lb) po 1 cm². Odakle se vidi, jačina kordita je veća od balistita, ali je temperatura njegovih gasova niža, što je posledica primesa vazelina. Pritisci izračunati - Proračuni se vrše prema formuli p \u003d f Δ / (1 - BΔ), gde je B kovolum, prihvaćen, prema savremenim pogledima, uvek jednak 0,001 zapremine gasova u normalnim uslovima, tj., za balistit B = 0,808, za kordit = 0,890.] u smislu pronađenih vrednosti f, dovoljno se slažu sa onima koje su Sarro i Viel izmerili direktno u bombi (vidi Sl.Eksplozivi), pri istoj gustini punjenja. Na primer, za balistit:
| Pri gustini opterećenja, Δ | Izračunati pritisci, str | Iskusni pritisak |
| -------------------------- | ------------------------ | ---------------- |
| 0,10                       | 1088                     | 1130             |
| 0,15                       | 1706                     | 1625             |
| 0,18                       | 2105                     | 2125             |
| 0,20                       | 2386                     | 2320             |

Za kordit, pri Δ = 0,20, izračunati pritisak = 2.550 kg (5.620 lb) po 1 cm², vrednost pronađena iskustvom = 2.490 kg (5.490 lb).
5) Prilikom sagorevanja na otvorenom, pod običnim atmosferskim pritiskom, oba tipa baruta sagorevaju sporije od običnog crnog baruta, izbacujući sa zapaljene površine tanke, šištave zrake plamena karakteristične za zapaljeni nitroglicerin; ovo pokazuje da, u stvari, nitroglicerin u oba baruta ima tendenciju da pregori, takoreći, pre piroksilina u kombinaciji sa njim, ostavljajući ovaj drugi da izgori posle. Sagorevanje se odvija na sličan način u zatvorenoj čvrstoj komori, odnosno pod postepeno rastućim pritiscima. Zaista, Vielle je pokazao da ako, za istu gustinu punjenja u registrovanoj manometrijskoj bombi (vidi Eksplozivi) da se razneta punjenja razmatranih baruta iste težine, menjajući veličinu zrna, pa su u zavisnosti od geometrijske sličnosti ovih zrna, vremena potpunog sagorevanja punjenja direktno proporcionalna debljini zrna; ista proporcionalnost se može postići samo kada se sagorevanje svakog zrna odvija u uzastopnim paralelnim slojevima, odnosno, u stvari, na potpuno isti način kao na otvorenom, čak i ako u isto vreme nitroglicerin ima tendenciju da ranije sagore [želja da nitroglicerin izgori pre nego što piroksilin naruši rezultujuću proporcionalnost samo pri velikim veličinama zrna; u eksperimentima Viellea, debljina nije prelazila 3,5 mm (0,14 in).]. S druge strane, pod pretpostavkom da je u svakom datom trenutku sagorevanja pritisak gasova u bombi ujednačen, a u isto vreme i ravnoteža između ovog pritiska i kontinuirano postojećeg Kroscher kompresije, Viel je, koristeći krive ovih kompresija i sledstveno, pritisaka gasova od samog početka sagorevanja do kraja, na osnovu istih eksperimenata, mogao da izračuna proporcije naelektrisanja koje je izgorelo u pravilnim intervalima, i znajući broj zrna i njihove veličine, mogao bi da pronađe i debljine spaljenih slojeva kroz te iste vremenske intervale. Odavde je bilo lako izračunati:
- a) osnovne brzine sagorevanja i
- b) promene ovih brzina sa povećanjem pritiska, i to: ova brzina u u cm izražena je eksponencijalnim formulama - za kordit u = 0,496 p0,55, za balistit u = 0,265 p0,6, gde je p pritisak u kg po 1 cm². Imajte na umu da nekadašnji zadimljeni prah obično nije imao sposobnost da sagoreva u paralelnim slojevima: kada se zapali u jakim čaurama, njihova zrna se razbijaju od vrućih gasova koji prodiru u njihove pore na manje delove, koji sami izgore. Samo posebne varijante ovih baruta, pripremljene od pulpe pod pritiskom do 3600 atm., su u ovom pogledu slične opisanim nitroglicerinskim; na primer, takav stepen smeđeg praha pokazuje elementarnu brzinu sagorevanja, izraženu formulom u = 0,922 p0,25.

Sposobnost balistita i kordita da sagorevaju u paralelnim slojevima olakšava odabir veličine njihovih zrna za topove različitih kalibara, kao i postizanje ispravnosti njihovog balističkog delovanja. Sledeći podaci pokazuju koja punjenja, pod kojim uslovima i koje početne brzine se dobijaju sa oba ova praha. U ruskoj pušci od 3 linije sa metkom težine 13,7 grama, punjenje od 2,0 grama, balistit u obliku kocke sa stranicom od 0,9 mm daje početnu brzinu v = 615 m/s, pri najvećem pritisku na dno kanala p = 2250 atm.; za kordit, u vidu žica prečnika 0,9 mm, sa punjenjem takođe od 2,0 g. v = 620 m/s, p = 2300 atm. U laku (poljski top 8,7 cm) sa projektilom od 16¾ funte balistita, u obliku snopova štapova, dužine 170 mm, kvadratnog preseka od 3 mm u stranu, sa punjenjem 0, 688 kg daje v = 490 m/s, p = 1370 atm.; da se dobije v = 435 m/s, dovoljno je punjenje od 0,614 kg, dok se crni, dimljeni krupnozrni prah za to mora uzeti u količini od 1,4 kg, odnosno 2,28 puta više. Najbolji rezultati se dobijaju kod dužih savremenih topova koji omogućavaju pucanje kada se pritisak u kanalu razvije preko 3200 atmosfera, i to: prema engleskim eksperimentima napravljenim sa puškom od 6" dužine 100 kalibara, punjenjem kordita prečnika 10,1 mm, težine 12.465 kg, u Pod ovim uslovima, daje projektilu težine 45.168 kg početnu brzinu od 1.000 m/s, ali kako se dužina smanjuje, brzine se smanjuju na sledeći način: 28 puta više. Najbolji rezultati se dobijaju kod dužih savremenih topova koji omogućavaju pucanje kada se pritisak u kanalu razvije preko 3.200 atmosfera, i to: prema engleskim eksperimentima napravljenim sa puškom od 6" dužine 100 kalibara, punjenjem kordita prečnika 10,1 mm, težine 12.465 kg, u Pod ovim uslovima, daje projektilu težine 45.168 kg početnu brzinu od 1.000 m/s, ali kako se dužina smanjuje, brzine se smanjuju na sledeći način: 28 puta više. Najbolji rezultati se dobijaju kod dužih savremenih topova koji omogućavaju pucanje kada se pritisak u kanalu razvije preko 3.200 atmosfera, i to: prema engleskim eksperimentima napravljenim sa puškom od 6" dužine 100 kalibara, punjenjem kordita prečnika 10,1 mm, težine 12.465 kg, u Pod ovim uslovima, daje projektilu težine 45.168 kg početnu brzinu od 1.000 m/s, ali kako se dužina smanjuje, brzine se smanjuju na sledeći način:
Dužina = 40 kal. = 50 kal. = 75 kal. Početna brzina = 851 m/s = 895 m/s = 965 m/s
Značajan nedostatak oba baruta pri ispaljivanju manifestuje se uglavnom u njihovoj sposobnosti da proizvedu brzo sagorevanje kanala pištolja, koji, iako drugačije prirode, u poređenju sa prugastim pregorevanjem od braon prizmatičnog baruta, predstavlja, takoreći, samo glatko ispiranje metala, ali i dalje izuzetno nepoželjno, zbog smanjenja veka trajanja skupih oružja. Ovako jači efekat gorenja od uobičajenog je posledica visokih temperatura koje razvijaju Balistit i Kordit. Za ovo, Abel i Djuar dodaju vazelin u kordit kako bi smanjili količinu oslobođene toplote i temperaturu gasova, kako bi smanjili sagorevanje. Iskustvo, međutim, pokazuje da čak i veće količine vazelina malo pomažu uzroku; samo se prosečna temperatura gasova smanjuje na ovaj način,

## Hemijski sastav
Kordit, koji je eksploziv sa dvostrukom bazom, sastoji se od 64 % pamuka, 30 % nitroglicerina i 5 % vazelina, koji deluju kao stabilizatori. Pored toga, takođe se sastoji od 0,8% acetona, koji je neophodan za pravljenje smeše. Svi proizvodi koji nastaju u reakciji su nevidljivi gasovi, osim vodene pare kada se kondenzuje.

## Britanska vlada usvojila bezdimni barut

### Zamene za barut (crni barut)
Barut, eksplozivna mešavina sumpora, drvenog uglja i kalijum nitrata (takođe poznat kao šalitra), bio je originalno gorivo korišćeno u vatrenom oružju i vatrometu. Korišćen je otprilike od 10. ili 11. veka pa nadalje, ali je imao nedostatke, uključujući veliku količinu dima koji je proizvodio. Sa razvojem različitih "nitro eksploziva" u 19. veku, zasnovanih na reakciji smeša azotne kiseline na materijale kao što su celuloza i glicerin, počela je potraga za zamenom za barut. 

### Rani evropski bezdimni baruti
Prvi bezdimni barut razvio je 1865. Johan Edvard Šulce. U vreme ovog prodora, Šulce je bio kapetan pruske artiljerije. Šulce je na kraju dospeo do čina pukovnika. Njegova formulacija (nazvana Šulceov prah) bila je sastavljena od nitrolignoze impregnisane šalitrom ili barijum nitratom. 
Godine 1882. Ekplosive Compani iz Stovmarketa predstavila je EC Povder, koji je sadržao nitro-pamuk i nitrate kalijuma i barijuma u zrnu želatiniranom etarskim alkoholom. Imao je krupnija zrna od drugih nitroceluloznih prahova. Pokazalo se da nije pogodan za puške, ali je ostao u dugoj upotrebi za sačmarice  i kasnije je korišćen za granate i fragmentacione bombe.  and was later used for grenades and fragmentation bombs.
Godine 1884, francuski hemičar Paul Vieille proizveo je bezdimno gorivo koje je imalo određeni uspeh. Napravljen je od kolodijuma (nitroceluloze rastvorene u etanolu i etru), što je rezultiralo plastičnom koloidnom supstancom koja je umotana u veoma tanke listove, zatim osušena i isečena na male ljuspice. Francuska vojska ga je odmah usvojila za svoju pešadijsku pušku Mle 1886 i nazvala Poudre B (za poudre blanche, ili beli prah) da bi se razlikovala od crnog baruta (baruta). Puška i kertridž razvijeni za korišćenje ovog praha bili su generalno poznati kao 8mm Lebel, po oficiru koji je razvio njegov metak od 8 mm (0,31 in) sa punim metalnim omotom. 
Sledeće, 1887. godine, Alfred Nobel je izumeo i patentirao bezdimno gorivo koje je nazvao balistit.  Sastojao se od 10% kamfora, 45% nitroglicerina i 45% kolodija (nitroceluloze). Vremenom je kamfor imao tendenciju da ispari, ostavljajući nestabilan eksploziv. 

### Razvoj
Vladin komitet Ujedinjenog Kraljevstva, poznat kao "Komitet za eksplozive", kojim je predsedavao Sir Frederick Abel, pratio je razvoj eksploziva u inostranstvu i dobio uzorke Poudre B i Balistita; nijedan od ovih bezdimnih baruta nije preporučen za usvajanje od strane Komiteta za eksplozive.
Abel, Sir James Devar i V Kellner, koji je takođe bio u komitetu, razvili su i zajedno patentirali (br. 5,614 i 11,664 na imena Abel i Devar) 1889. godine novo gorivo slično balistitu koje se sastojalo od (težinski) 58% nitroglicerina, 37% gumpamuk (nitroceluloza) i 5% vazelin. Koristeći aceton kao rastvarač, ekstrudiran je kao štapići nalik špagetima koji su prvobitno nazvani "prašak od kordova" ili "komitetska modifikacija balistita", ali je ovo brzo skraćeno u "kordit".
Kordit je počeo kao pogonsko gorivo sa dvostrukom bazom. Tridesetih godina prošlog veka razvijena je trostruka baza uključivanjem značajnog udela nitrogvanidina. Pogon sa tri baze smanjio je nedostatke pogonskog goriva sa dvostrukom bazom – njegovu relativno visoku temperaturu i značajan fleš. Formulacija AN sa dvostrukom bazom iz Drugog svetskog rata kompanije Imperial Chemical Industries (ICI) takođe je imala mnogo nižu temperaturu, ali su joj nedostajala svojstva smanjenja blica N i NK pogonskih goriva sa tri baze.
Iako je kordit klasifikovan kao eksploziv, on se ne koristi kao jak eksploziv. Dizajniran je da deflagrira ili sagoreva, da proizvodi gasove pod visokim pritiskom.

### Spor o Nobelovom i Abelovom patentu
Alfred Nobel je tužio Abela i Djuara zbog navodnog kršenja patenta. Njegov patent je precizirao da nitroceluloza treba da bude "poznate rastvorljive vrste". Nakon što je slučaj izgubio, otišao je na Apelacioni sud. Ovaj spor je na kraju stigao do Doma lordova, 1895. godine, ali je konačno izgubljen jer su reči „dobro poznate rastvorljive vrste“ u njegovom patentu uzete da označavaju rastvorljivi kolodijum, i stoga su posebno isključile nerastvorljivi pamuk.  Dvosmislena fraza bila je „rastvorljiva nitroceluloza“: rastvorljiva nitroceluloza je bila poznata kao kolodion i bila je rastvorljiva u alkoholu. Koristio se uglavnom za medicinu i fotografiju. Nasuprot tome, nerastvorljiva u alkoholu, nitroceluloza je bila poznata kao pištoljski pamuk i korišćena je kao eksploziv.  Nobelov patent se odnosi na proizvodnju celuloida korišćenjem kamfora i rastvorljive nitroceluloze; a ovo je uzeto da implicira da Nobel posebno pravi razliku između upotrebe rastvorljive i nerastvorljive nitroceluloze.  Za forenzičku analizu slučaja videti Istoriju eksploziva, tom II; Slučaj za Kordita, Džon Vilijams (2014). Međutim, u svojoj sveobuhvatnoj biografiji Alfreda Nobela iz 2019.  Ingrid Karlberg primećuje koliko je pažljivo Abelu i Djuaru bilo dozvoljeno da prate Nobelov rad u Parizu i koliko je Nobel bio razočaran time kako je to poverenje iznevereno. Knjiga se zalaže za Nobela kao originalnog pronalazača i da je slučaj izgubljen zbog nevažne tehničke stvari.

## Formulacije
Brzo je otkriveno da se brzina gorenja može menjati promenom površine kordita. Uske šipke su korišćene u malokalibarskom oružju i relativno su brzo gorele, dok bi deblje šipke gorele sporije i korišćene su za duže cevi, kao što su one koje se koriste u artiljeriji i pomorskim puškama.

### Kordit (Mk I) i Kordit MD
Originalna Abel-Devar formulacija je ubrzo zamenjena, jer je izazvala prekomernu eroziju cevi oružja. Od tada je postao poznat kao Kordit Mk I.
Sastav kordita je promenjen na 65% pamuka, 30% nitroglicerina (sadržavajući 5% vazelina) i 0,8% acetona ubrzo nakon završetka Drugog burskog rata. Ovo je bilo poznato kao Kordit MD (modifikovano). 
Kordit MD kertridži su obično težili otprilike 15% više od Kordita Mk I kertridža koje su zamenili, da bi se postigla ista brzina cevčice, zbog inherentno manje moćne prirode Kordita MD. 

### Kordit RDB
Tokom Prvog svetskog rata aceton je bio u nedostatku u Velikoj Britaniji, a novi eksperimentalni oblik je razvijen za upotrebu od strane Kraljevske mornarice.  Ovo je bio Kordit RDB (= formula B odeljenja za istraživanje) ; koji je bio 52% kolodijuma, 42% nitroglicerina i 6% vazelina. Proizveden je u fabrici HM, Gretna;  i Fabrika kordita Kraljevske mornarice, Holton Hit.
Aceton za industriju kordita tokom kasnog Prvog svetskog rata na kraju je proizveden naporima dr Haima Vajcmana, koji se smatra ocem industrijske fermentacije. Dok je predavač na Univerzitetu u Mančesteru, Vajcman otkrio kako da koristi bakterijsku fermentaciju za proizvodnju velikih količina mnogih željenih supstanci. Koristio je bakteriju Clostridium acetobutilicum (tzv. Vajcmanov organizam) za proizvodnju acetona. Vajcman je preneo prava na proizvodnju acetona na Commercial Solvents Corporation u zamenu za autorske naknade. Nakon školske krize 1915. tokom Prvog svetskog rata, bio je direktor Laboratorije Britanskog admiraliteta od 1916. do 1919. godine.
Kasnije je otkriveno da Kordit RDB postaje nestabilan ako se čuva predugo.

### Kordit SC
Istraživanja o Korditu RDB bez rastvarača, tehnološki izuzetno sličnom balistitu, nastavljena su prvenstveno na dodavanju stabilizatora, što je dovelo do tipa koji se obično koristio u Drugom svetskom ratu kao glavno pomorsko gorivo. U Velikoj Britaniji ovo je bilo poznato kao Kordit SC (= Kordit bez rastvarača), i zahtevao je proizvodne kapacitete odvojene od klasičnog kordita. Kordit SC je proizveden u različitim oblicima i veličinama, tako da je posebna geometrija Kordita SC označena upotrebom slova ili brojeva, ili oboje, nakon SC. Na primer, SC iza kojeg je sledio broj bio je užad u obliku štapa, sa brojem koji predstavlja prečnik u hiljaditim delovimaod inča. „SC T“ iza kojeg slede dva seta brojeva koji označavaju cevasto pogonsko gorivo, sa brojevima koji predstavljaju dva prečnika u hiljaditim delovima. 
Prečnika dva inča (otprilike 50 mm) i tri inča (približno 75 mm), raketna punjenja Kordita SC razvijena su u velikoj tajnosti pre Drugog svetskog rata za protivavionske svrhe – takozvane Z baterije, koristeći „nerotirane projektile“. 
Velika Britanija je prešla na metričke jedinice 1960-ih, tako da je došlo do diskontinuiteta u sistemu numerisanja geometrije pogonskog goriva.

### Kordit N i Kordit NK
Važan razvoj tokom Drugog svetskog rata bio je dodavanje još jednog eksploziva, nitrogvanidina, u smešu da bi se formiralo pogonsko gorivo sa tri baze ili Kordit N i Kordit NK. Formulacije su se malo razlikovale za artiljerijsku i pomorsku upotrebu. Ovo je rešilo dva problema povezana sa velikim pomorskim topovima koji su bili opremljeni glavnim brodovima Britanske mornarice: bljesak topova i erozija cevi. Nitrogvanidin proizvodi velike količine azota kada se zagreva, što je imalo prednost u smanjenju bljeska topa, a njegova niža temperatura sagorevanja u velikoj meri je smanjila eroziju cevi pištolja.
Korodit N i Korodit NK su takođe izdati u ograničenim količinama za municiju koju koriste britanska kopnena artiljerija od 25 pdr i 5,5 inča.
Posle Drugog svetskog rata proizvodnja pogonskih goriva sa dvostrukom bazom uglavnom je prestala. Pogonska goriva sa trostrukom bazom, Korodit N i NK, bila su jedina korišćena u novim dizajnima municije, kao što su patrone za 105 mm Field i za 155 mm FH70.

## Fabrike koje su proizvodile i u kojim zemljama

### Fabrike vlade Ujedinjenog Kraljevstva
U Velikoj Britaniji kordit je razvijen za vojnu upotrebu u Kraljevskom Arsenalu od strane Abel, Devar i Kellner, Voolvich,  i proizvodi se u Valtham Abbei Roial Gunpovder Mills od 1889. nadalje. 
Na početku Prvog svetskog rata kordit se proizvodio u Valtham Abbei Roial Gunpovder Mills-u i kod sedam drugih dobavljača (British Ekplosives Sindicate Ltd, Chilvorth Gunpovder Compani Ltd, Cotton Povder Compani Ltd, Messrs Curtis's and Harvei Ltd, National Ekplosives Compani Ltd, New Ekplosives Compani Ltd i Nobels Ekplosive Compani Ltd).  Postojeće fabrike su proširene, a nove izgrađene, posebno od strane Nobelove fabrike u Ardiru, HM Factori, Gretna, koja se nalazila na granici Škotske i Engleske u Gretni, i Fabrika Kordita Kraljevske mornarice, Holton Hit. Indijska vlada je takođe osnovala fabriku u Nilgrisu. I fabrike kordita Gretna i Holton Heath zatvorene su na kraju Prvog svjetskog rata.
Do početka Drugog svetskog rata Holton Hit je ponovo otvoren, a dodatna fabrika za Kraljevsku mornaricu, Fabrika goriva Kraljevske mornarice, Caervent, otvorena je u Caerventu u Velsu. Veoma velika fabrika kraljevskog naoružanja, ROF Bišopton, otvorena je u Škotskoj za proizvodnju kordita za britansku vojsku i Kraljevsko vazduhoplovstvo. Nova fabrika kordita u opatiji Voltam i dva dodatna ROF-a— ROF Ranskill i ROF Vrekham — takođe su otvoreni. Kordit proizveden u ovim fabrikama slao je u fabrike za punjenje municije.

### Fabrike agencije MoS i ICI Nobel u Drugom svetskom ratu
Britanska vlada je osnovala dodatne fabrike kordita, ne pod kontrolom Kraljevske fabrike naoružanja, već kao Fabrike Agencije koje vode u ime Ministarstva snabdevanja (MoS). Kompanija ICI Nobel, u Ardiru, zamoljena je 1939. da izgradi i upravlja šest fabrika u južnoj Škotskoj. Četiri od ovih šest su bili uključeni u proizvodnju kordita ili vatrenog oružja. Radovi u MoS Drungans (Dumfries) proizvodili su pamuk koji je pretvoren u kordit u MoS Dalbeattie (kordit sa trostrukom bazom) i u MoS Povfoot (monobazni granulirani pamuk za malokalibarsko oružje). Manja lokacija u Girvanu, Južni Ejršir, koju sada zauzima Grantova destilerija, proizvodila je kordit i TNT.  Na lokaciji ICI Ardeer je takođe bila zatvorena fabrika kordita u državnom vlasništvu iz Prvog svetskog rata. 
35% britanskog kordita proizvedenog između 1942. i 1945. dolazilo je iz Ardeer-a i fabrika ovih agencija.  ICI je vodio slične radove u Deer Parku (koji je takođe bio zbunjujuće poznat kao Ardeer po susednom predgrađu) blizu Melburna u Australiji i Južnoj Africi. 

### Zalihe u inostranstvu
Dodatni izvori goriva takođe su traženi od Britanskog Komonvelta u Prvom i Drugom svetskom ratu. Kanada, Južna Afrika i Australija su imale fabrike u vlasništvu ICI-ja koje su, posebno, isporučivale velike količine kordita.

#### Prvi svetski rat
Canadian Ekplosives Limited je osnovan 1910. za proizvodnju pušaka kordita, u svojoj fabrici Beloeil, za Kvebek Arsenal. Do novembra 1915. proizvodnja je proširena na proizvodnju 160 t (350.000 lb) kordita mesečno za Carski odbor za municiju. 
Carski odbor za municiju je osnovao niz dodatnih fabrika eksploziva u Kanadi. Izgradio je britansku fabriku Kordita Ltd u Nobelu, Ontario, 1916/1917, za proizvodnju kordita. Proizvodnja je počela sredinom 1917. 
Canadian Ekplosives Limited izgradio je dodatnu fabriku kordita u Nobelu, Ontario. Radovi su počeli u februaru 1918. i završeni su 24. avgusta 1918. Projektovan je da proizvodi 680 t (1.500.000 lb) kordita mesečno. 
Fabrike, posebno „teška industrija“ (Long i Marland 2009) bile su važne za nabavku municije. Fabrike kordita su obično zapošljavale žene (Cook 2006) koje su svoje živote izlagale riziku dok su pakovali čaure.

## Proizvodne količine
Velike količine kordita su proizvedene u oba svetska rata za upotrebu u vojsci. 

### Pre Prvog svetskog rata
Pre Prvog svetskog rata, većina kordita koju je koristila britanska vlada proizvodila se u sopstvenim fabrikama. Neposredno pre Prvog svetskog rata, u Ujedinjenom Kraljevstvu su privatni proizvođači proizvodili između 6.000—8.000 t (13.000.000—18.000.000 lb) tona kordita godišnje; između 1.000—1.500 t (2.200.000—3.300.000 lb) tona godišnje proizvodi Nobel's Ekplosives, u Ardiru.   Međutim, privatna industrija je imala mogućnost da proizvede oko 10.000 tona godišnje, a Ardir je mogao da proizvede oko 3.000 tona od ovog ukupnog iznosa. 

### Prvi svetski rat
Na početku Prvog svetskog rata, od privatne industrije u Velikoj Britaniji zatraženo je da proizvede 16.000 t (35.000.000 lb) kordita, a sve kompanije su počele da se šire.  Fabrika HM, Gretna, najveća fabrika pogonskog goriva u Ujedinjenom Kraljevstvu, koja je otvorena 1916. godine, i do 1917. proizvodila 800 t (1.800.000 lb) Kordita RDB nedeljno (približno 41.000 t (90.000.000 lb) godišnje).  Kraljevska mornarica je imala sopstvenu fabriku u Holton Hitu. 
Godine 1910. Canadian Ekplosives Limited proizvodio je 1.360 kg (3.000 lb) kordita za puške mesečno u svojoj fabrici Beloeil, za Kvebek Arsenal. Do novembra 1915. proizvodnja je proširena na 160 t (350.000 lb) kordita mesečno (približno 1.900 t (4.200.000 lb) godišnje).  Fabrika kordita Canadian Ekplosives Limited u Nobelu, Ontario, projektovana je za proizvodnju 680 t (1.500.000 lb) kordita mesečno (približno 8.170 t (18.010.000 lb) godišnje).

### Između ratova
Fabrika HM, Gretna, i fabrika kordita Kraljevske mornarice, Holton Hit, obe su zatvorene nakon završetka rata, a fabrika Gretna je demontirana.  Time su fabrike Voltam opatija i Ardir ostale u proizvodnji.

### Drugi svetski rat
Kao što je gore navedeno, pored sopstvenih pogona, britanska vlada je naložila ICI Nobelu da uspostavi niz Agencijskih fabrika za proizvodnju kordita u Škotskoj, Australiji, Kanadi i Južnoj Africi.

## Korišćenje Kordita
- Kordit je prvo korišćen u municiji malog kalibra (vojna, zatim lovačka), a zatim za pokretanje granata, sa manjim rizikom od pucanja cevi puške ili pištolja i manje brze korozije.
- Kasnije je Kordit korišćen kao čvrsto gorivo za rakete.
- Kordit je eksploziv koji se koristio u atomskoj bombi 6. avgusta 1945 Mali dečak da projektuje potrebnu masu uranijuma-235 na drugu masu fisionog materijala kako bi dobio kritičnu masu.

## Galerija slika
- Utovar sirovina u bačvu za pripremu nitroceluloze
- Vaganje kordita pre pakovanja
- Pakovanje kordita u punjenja za topove od 9,2 inča

## Bibliografija
- Bowditch, M.R.; Hayward, L. (1996). A Pictorial Record of the Royal Naval Cordite Factory: Holton Heath. Wareham: Finial Publishing. ISBN 1-900467-01-1.
- Brown, David K.; McCallum, Iain (2001). „Ammunition Explosions in World War I”. Warship International. International Naval Research Organization. XXXVIII (1): 58—69. ISSN 0043-0374.
- Brown, Donald (1999). Somerset v Hitler: Secret Operations in the Mendips 1939 – 1945. Newbury: Countryside Books. ISBN 1-85306-590-0.
- Carnegie, David (1925). The History of Munitions Supply in Canada 1914-1918. London: Longmans, Green and Co.
- Cocroft, Wayne D. (2000). Dangerous Energy: The archaeology of gunpowder and military explosives manufacture. Swindon: English Heritage. ISBN 1-85074-718-0.
- Davis, Tenney L. (1943). The Chemistry of Powder and Explosives. II. New York: John Wiley & Sons.
- Hartcup, Guy (1970). The Challenge of War: Scientific and Engineering Contributions to World War Two. Newton Abbot: David & Charles. ISBN 0-7153-4789-6.
- Hogg, O.F.G. (1970). Artillery: its origin, heyday and decline. London: C Hurst and Company.
- Ministry of Munitions (1922). The Official History of the Ministry of Munitions Volume X The Supply of Munitions Part IV Gun Ammunition: Explosives.
- Reader, W.J. (1975). Imperial Chemical Industries: A History. Volume II; The First Quarter-Century 1926-1952. London: Oxford University Press. ISBN 0-19-215944-5.
- Schuck, H.; Sohlman, R. (1929). The Life of Alfred Nobel. London: William Heinemann.
- Ministry of Munitions of War (1919). H.M. Factory, Gretna: Description of plant and process. Dumfries: J. Maxwell and Son, for His Majesty's Stationery Office.
- Rotter, Andrew J. (2008). Hiroshima: The World's Bomb. Oxford: Oxford University Press. ISBN 978-0-19-280437-2.
- Zukas, John A.; Walters, William P.   (2002). Explosives, Effects and Applications. Springer.

## Spoljašnje veze
- AMMUNITION
- Sausalito News 2 June 1917 – California Digital Newspaper Collection